# محوطه خوجه گلدی
محوطه خوجه گلدی مربوط به دوران‌های تاریخی پس از اسلام است و در شهرستان مینو دشت، بخش گالیکش، روستای قوشه چشمه واقع شده و این اثر در تاریخ ۷ مرداد ۱۳۸۲ با شمارهٔ ثبت ۹۳۲۹ به‌عنوان یکی از آثار ملی ایران به ثبت رسیده است.